# La Mort heureuse
La Mort heureuse est le premier roman d'Albert Camus écrit entre 1936 et 1938 et resté inédit jusqu'à sa mort. Il paraît le 4 avril 1971 aux éditions Gallimard.

## Genèse du roman
La Mort Heureuse précède l'une des œuvres les plus célèbres d'Albert Camus, L'Étranger, publiée en 1942. Le personnage principal du roman s'appelle « Patrice Mersault », nom semblable à celui du personnage principal de L'Étranger, « Meursault ». Les deux sont des greffiers exerçant en Algérie durant la colonisation française. Chacun d'eux tue un homme et, pour des raisons différentes, n'éprouve pas de remords. Mais le texte de La mort heureuse est écrit à la troisième personne, alors que celui de L'Étranger est écrit à la première personne.
L'écriture de La mort heureuse est entreprise autour de 1936, à l'époque à laquelle Albert Camus, à vingt-trois ans, écrit L'Envers et l'Endroit et Noces. Il en abandonne rapidement l'écriture bien qu'elle soit largement entamée, pour se consacrer à celle de L'Étranger. Il avait commencé à prendre des notes pour La Mort heureuse dès l'année 1936,. Il en dit lui-même que son principal défaut était d'être son premier roman. Qu'il avait voulu aborder trop de sujets à la fois, sans connaître clairement ses intentions, en voulant tout dire et tout envisager. 
C'est aussi un roman fortement autobiographique où se reconnaît son itinéraire de jeunesse, et Albert Camus ne parvient pas vraiment à s'extraire de ces souvenirs qui prennent le pas sur la maîtrise de sa pensée. Ainsi, s'y retrouvent le quartier populaire de Belcourt où il a passé sa jeunesse, la bataille de la Marne où est mort son père, la tuberculose qu'il a traîné toute sa vie, le voisin tonnelier sourd et à demi muet qui n'est autre que son oncle et l'expression « la maison devant le monde » donnée à son habitation qu'il partage avec ses trois jeunes amies. Le héros est « conscient et pourtant étranger, dévoré de passion et désintéressé » et comme on l'a dit, on remarque la quasi identité patronymique entre  son nom, « Patrice Mersault » et celui du « Meursault » de L'Étranger.
Le roman paraît seulement en 1971 soit onze ans après la mort de son auteur dans la collection « Cahier Albert Camus », dont il constitue le premier numéro, aux éditions Gallimard.

## Résumé
Patrice Mersault, un employé assez pauvre rencontre un riche infirme, Zagreus, par l'intermédiaire de Marthe qui a été leur maîtresse à l'un et l'autre. Zagreus, qui a eu une ambition de vie riche avant son accident, ne supporte plus son handicap. Il a préparé son suicide mais n'a pas trouvé la force de le concrétiser. La rencontre entre Mersault et Zagreus se transforme en une conversation intime, au cours de laquelle Zagreus parvient à persuader Mersault de le tuer en échange d'une importante somme d'argent. Zagreus avance l'idée selon laquelle tuer peut être considéré comme acceptable si cela est un moyen pour d'atteindre le bonheur. Après réflexion, Mersault tue l'infirme avec sa propre arme, arrange la scène de façon convaincante et prend la fuite avec le magot. Le meurtre n'est pas découvert et, sans remords, l'esprit tranquille (« Sans colère et sans haine, il ne connaissait pas de regret »), Mersault part en voyage, visite Prague et Gênes avant de revenir à Alger. Dans cette « Maison devant le monde » sur les hauteurs d'Alger, Mersault connaît une certaine forme de bonheur, en compagnie des amies qu'il surnomme « les petites bourriques ».
Mersault élabore sa nouvelle vie avec la volonté d'accéder au bonheur en suivant l'idée qu'il s'en construit pas à pas. Liberté, autonomie, volonté, contemplation, joie. Il "aime" Marthe qui le lui rend bien, mais en épouse une autre, moins attachée à lui, Lucienne. Il part s'installer seul dans le 'Chenoua', « à quelques kilomètres des ruines de Tipasa », dans une maison face à la mer où il peut contempler sa ville bien-aimée. Mais cette vie de solitude volontaire et de recherche du bonheur ne dure pas. Il tombe malade et, malgré le retour et la présence réconfortante de Lucienne et les efforts du médecin qui cherche également le bonheur, il finit par succomber.

## Éditions
- Albert Camus, La Mort heureuse, éditions Gallimard, 1971 (ISBN 2-07-027789-5).
- Réédition en poche : Albert Camus (préf. Présentation d'Agnès Spiquel), La Mort heureuse, Paris, éditions Gallimard, coll. « Folio », 2010, 171 p. (ISBN 978-2-07-040246-5).